# Шепард, Жан
Жан Шепард (англ. Jan Shepard; 19 марта 1928, Квакертаун, Пенсильвания — 17 января 2025, Бербанк, Калифорния) — американская актриса.

## Биография
Родилась 19 марта 1928 года в боро Квакертаун штата Пенсильвания в семье сицилийского происхождения. Обучалась в средней школе по месту жительства, выступала в пьесах местного производства.
Первый актёрский опыт получила в Театре Пасадены. С 1954 года начала сниматься в кинематографии. Снималась в таких работах, как «Истребитель Сэйбр», «Кинг Креол», «Рай в гавайском стиле» при участии Элвиса Пресли и во многих других. Ряд СМИ называют артистку иконой и звездой «золотого века» Голливуда.
Скончалась 17 января 2025 года от пневмонии на 97 году жизни в Медицинском центре города Бербанк штата Калифорния.

## Личная жизнь
- В 1951 году познакомилась с актёром Рэйем Бойлом. В 1954 году они сыграли свадьбу. Были вместе до смерти Бойла в 2022 году.